# Çò de Mateo
Çò de Mateo és una obra del municipi de Naut Aran (Vall d'Aran) inclosa en l'Inventari del Patrimoni Arquitectònic de Catalunya. S'ha de relacionar amb el llinatge dels Pont que durant aquella època destacà l'arxiprest de Gessa.

## Descripció
Una de les inscripcions de la part alta del poble indica: JOAN PONT DE MATEO i amb la data 1601 assenyala l'accés a un gran casal. En l'interior es comprova com el pati és el centre distribuïdor de les activitats ramaderes i agrícoles, al seu voltant s'estableixen bordes, quadres i habitacles; l'enllosat facilitava la batuda amb els animals. Per aquesta banda i damunt del portal sobresurt una balconada tota de fusta recolzant sobre els pilars d'obra, la qual al seu torn suporta una teulada amb una filera de llucanes a parir de bigues reforçades en la part superior amb sengles elements en colze. La casa pròpiament dita (amb un cos afegit al darrere) s'orienta vers migdia, en la planta baixa la porta i una espitllera lateral són de fàbrica.
La llinda de la porta conté segons Sarrate un complicat escut circular amb les barres horitzontals i verticals entre cubs; vista de lluny s'observa una creu presidint un motiu circular entre la data de 1576. En la planta noble sobresurt un finestral compartimentat en quarters amb motllures i ornaments.Així les bases dels brancals i del mainell presenten motius geomètrics, i els intradós de la llinda acaba amb uns arquets apuntats que inscriuen un motiu circular amb adis convergents en relleu. En el segon pis es desclou una finestra d'obra i una típica balconada de fusta en l'angle dret. La teulada de doble vessant, d'encavallades de fusta i llicorella presenta a tramuntana l'aresta graonada.